# Parcialismo

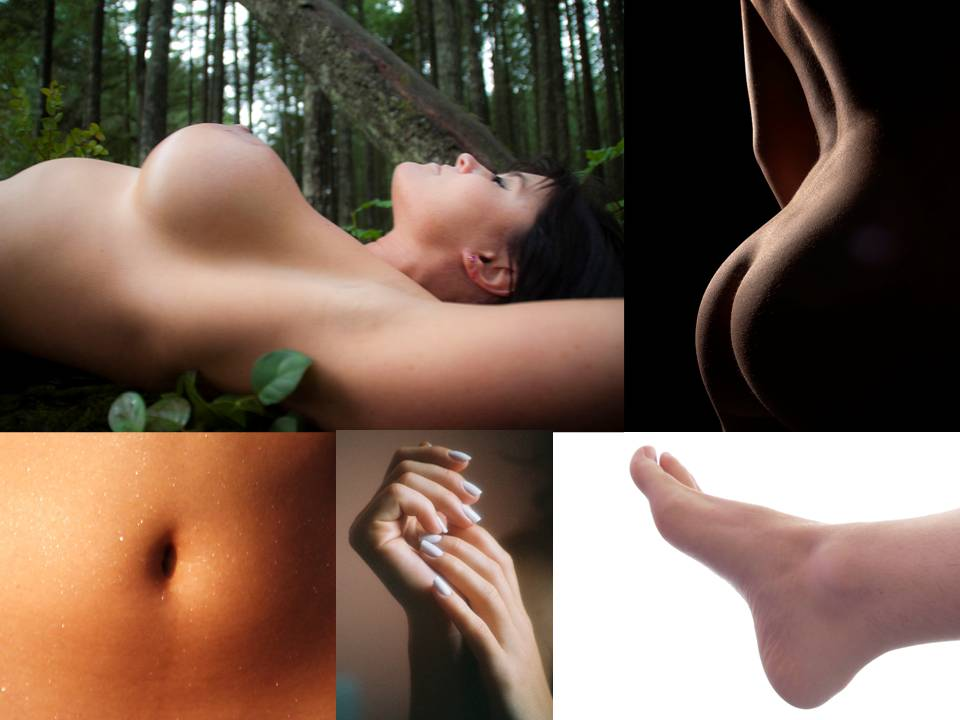
Axilas, costas, seios, nádegas, umbigos, cabelos, mãos, pés, pernas e lábios são parcialismos comuns.

O parcialismo é o interesse sexual exclusivamente em uma parte específica do corpo que não sejam os órgãos genitais. O parcialismo se classifica como um transtorno fetichista no DSM-5 da Associação Psiquiátrica Americana somente se causar sofrimento psicossocial afetando significativamente a pessoa ou tiver efeitos prejudiciais em áreas essenciais para sua vida. No DSM-IV, foi considerada uma parafilia separada (sem outra especificação), porém foi incorporada ao transtorno fetichista pelo DSM-5. Indivíduos adeptos do parcialismo às vezes descrevem a anatomia de seu interesse como uma atração erótica igual ou maior para eles, assim como os genitais.
O parcialismo ocorre em indivíduos heterossexuais, bissexuais e homossexuais. O fetichismo dos pés é considerado um dos parcialismos mais comuns.

## Tipos
A seguir estão alguns dos parcialismos comumente encontrados entre as pessoas:
| Nome formal  | Nome comum                  | Fonte de excitação |
| ------------ | --------------------------- | ------------------ |
| Podofilia    | Fetiche por pés             | Pé                 |
| Oculofilia   | Fetiche de olhos            | Olho               |
| Mascalagnia  | Fetiche de axila            | Axilas             |
| Retrofilia   | Fetiche nas costas/dorso    | Costas             |
| Mazofilia    | Fetiche de peito            | Peitos             |
| Pigofilia    | Fetiche de nádegas          | Nádegas            |
| Nasofilia    | Fetiche de nariz            | Nariz              |
| Tricofilia   | Fetiche por cabelo          | Cabelo             |
| Alvinofilia  | Fetiche de umbigo/umbigo    | Umbigo             |
| Alvinolagnia | Fetiche de barriga/estômago | Barriga            |
| Quirofilia   | Fetiche de mão              | Mãos               |
| Crurofilia   | Fetiche por pernas          | Pernas             |
| Orisofilia   | Fetiche de lábios           | Lábios             |
| Buccalagnia  | Fetiche da bochecha         | Bochecha           |
| Erogonofilia | Fetiche de covinhas         | Covinhas           |